# ヴィクトリア湖
ヴィクトリア湖（ヴィクトリアこ、英語: Lake Victoria、スワヒリ語: Nyanza-Viktoria、ガンダ語:Nnalubaale）は、ケニア、ウガンダ、タンザニアに囲まれたアフリカ最大（68,800 km2）の湖である。

## 概要
ナイル川の主流の1つ、白ナイル川の源流となっている。面積は68,800 km2と、世界第3位、アフリカ1位の湖水面積を誇り、湖の中には北部に浮かぶウガンダ領のセセ諸島や南部に浮かぶタンザニアのウケレウェ島やウカラ島をはじめとする約3,000の島々がある。南北は最大で337km、東西は最大で250kmである。集水域は184,000 km2に及び、湖岸3カ国のほかブルンジ、ルワンダにまたがる。湖岸線は4,828 kmに達し、そのうちの3.7%は湖に浮かぶ島々のものである。湖面はケニア（表面積の6%、4,100 km2）、ウガンダ（表面積の45%、31,000 km2）、タンザニア（表面積の49%、33,700 km2）の3カ国によって分割されている。ほぼ方形をしているが、北東部のカビロンド湾や南東部のスペケ湾、南部のムワンザ湾、南西部のエミン・パシャ湾などいくつかの大きな湾がある。湖の総水量は約2,750 km3である。

## 形成

ヴィクトリア湖とグレート・リフト・バレー

ヴィクトリア湖は、ちょうどグレート・リフト・バレーに囲まれているが、ヴィクトリア湖の形成はこのグレート・リフト・バレーが原因であると考えられている。グレート・リフト・バレーは、約1000万～500万年前から地表が隆起し始めたと考えられているが、ちょうどヴィクトリア湖の両側に隆起が発生し、その間が陥没することで湖ができたという説が有力である。その誕生は長く100万年前とされていたが、地質学の研究から40万年前頃の誕生という説が有力となっている。湖底から採取されたボーリングによるコアサンプルの解析から誕生後少なくとも3回干上がったという説が提唱され、これによると最新では17300年前に完全に干上がったとされる。これによってヴィクトリア湖は古代湖の定義である100万年以上の歴史を持たないことになり、古代湖として紹介されなくなりつつあるが、多様な固有生物群の存在のため、完全に干上がったのではなく小さな湖沼は残存しており、古代湖の条件は残っているという説もある。
1万4000年前には現在よりも水位が26m低く、周囲にはサバンナが広がっていた。1万2500年前には最終氷期の終わった影響によって水位は急激に上昇し、それまで閉鎖湖だったものが北のナイル川水系へとあふれ出した。このときに、ヴィクトリア湖は現在のナイル川水系に接続された。その後も気候変動により、湖の水位は上下を繰り返した。

## 水系

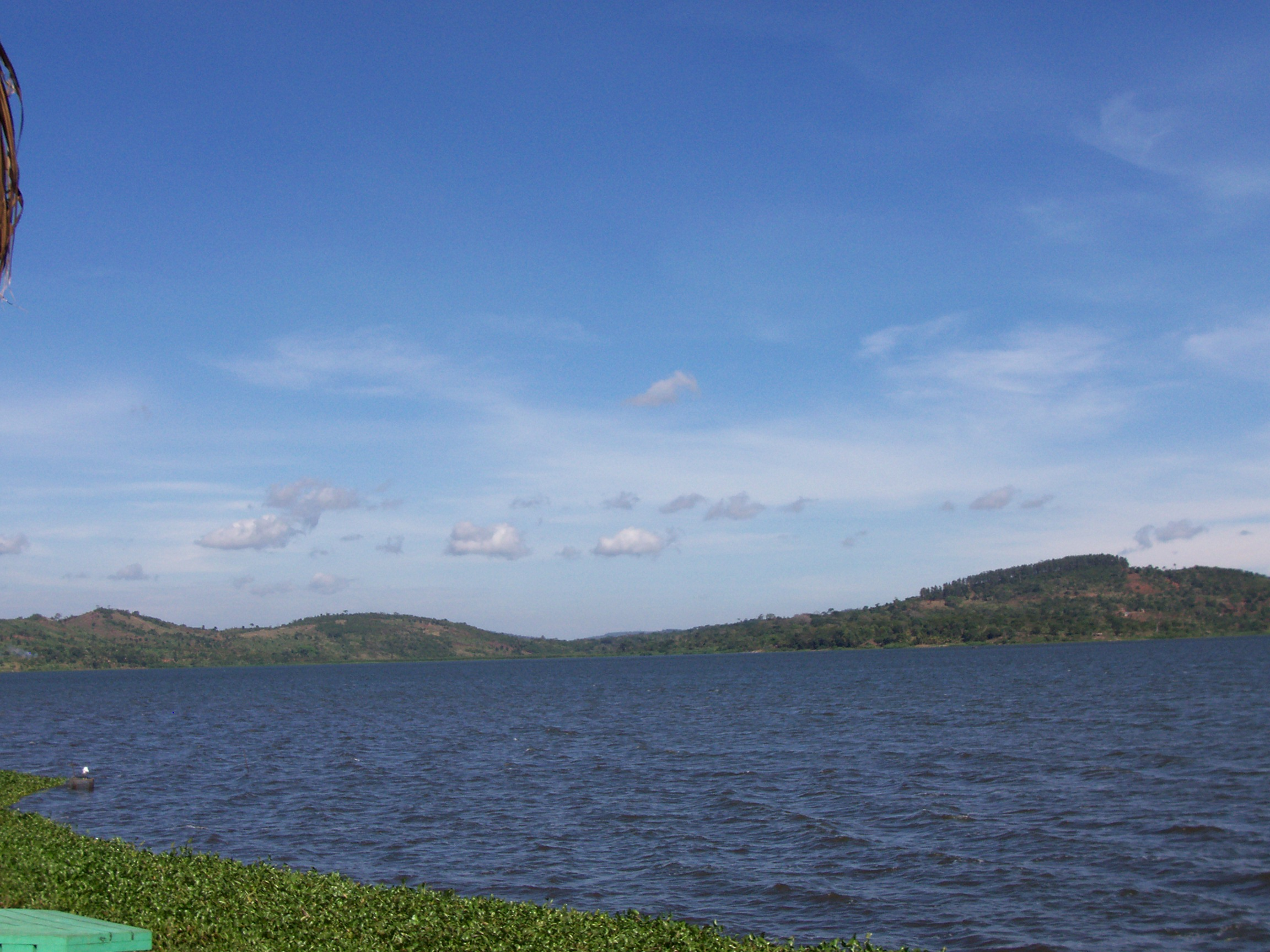
ウガンダのカンパラ側から見たヴィクトリア湖

面積は広いものの水深はかなり浅く、最深部でも84mしかない。湖全体の平均水深も40mにすぎない。これは周辺のタンガニーカ湖やマラウイ湖、アルバート湖のようなリフトバレーの裂け目に直接水がたまった構造湖とは違い、リフトバレーの隆起に伴い間接的に陥没した中間部分に水がたまったものであるためである。周囲の降水量が多いため、ブルンジから流れるルヴィロンザ川を合わせたルワンダから流れてくるカゲラ川などの多数の河川が流入するが、流出河川は北部のジンジャから流れ出すナイル川しかない。このため、ヴィクトリア湖はナイル川水系としてナイル川の長さに計上され、ヴィクトリア湖に流れ込む河川のうちで最大最長のものであるカゲラ川の、その最長の支流であるルヴィロンザ川の源流がそのままナイル川の源流とされている。ジンジャの流出口には記念碑が建てられているほか、オーエン・フォールズ・ダム（ナルバーレ・ダム）が建設され、水力発電を行っている。ヴィクトリア湖からナイル川への流出量は毎秒600tにのぼる。
ヴィクトリア湖の受け取る水の80%が湖面への直接の降水である。湖からの蒸発は年間で平均2.0mから2.2mであり、湖畔地域の降水量のほぼ倍量に当たる。湖水の滞留期間は約140年である。ケニア国内では、シオ川、ンゾイア川、ヤラ川、ニャンド川、ソンドゥ・ミリウ川、モグシ川、ミゴリ川などがヴィクトリア湖に流れ込む。これらの川を合わせた流入量は、湖の西側に流れ込むヴィクトリア湖水系最大の支流であるカゲラ川よりも多くなる。このほか、タンザニアでは湖東部にマラ川、グルメティ川、ムバラゲティ川、シミユ川、湖西部では最大支流のカゲラ川、ウガンダでは西部にカトンガ川などが流れ込む。これらの河川は栄養塩類に富んでおり、ヴィクトリア湖を豊かな湖としている。

## 生態系と漁業

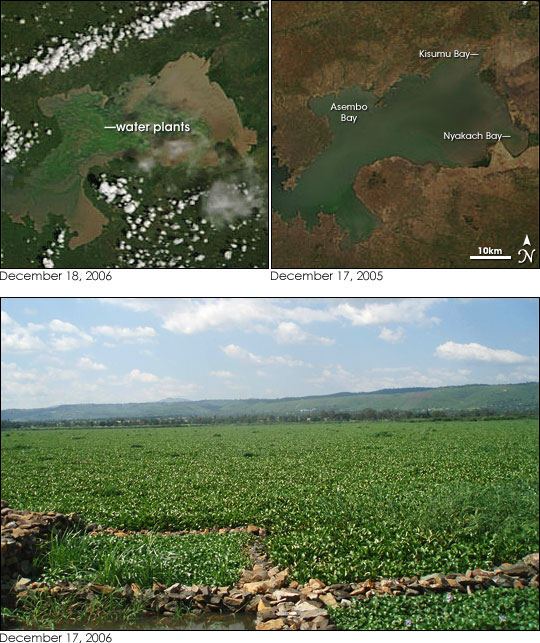
北東部のカビロンド湾におけるホテイアオイの繁殖。2005年12月17日（右上）には水面が出ていたものが、1年後の2006年12月18日には湾の大半がホテイアオイで埋め尽くされている。下は2006年12月17日の湾内の様子。びっしりとホテイアオイが湖面を埋め尽くしている

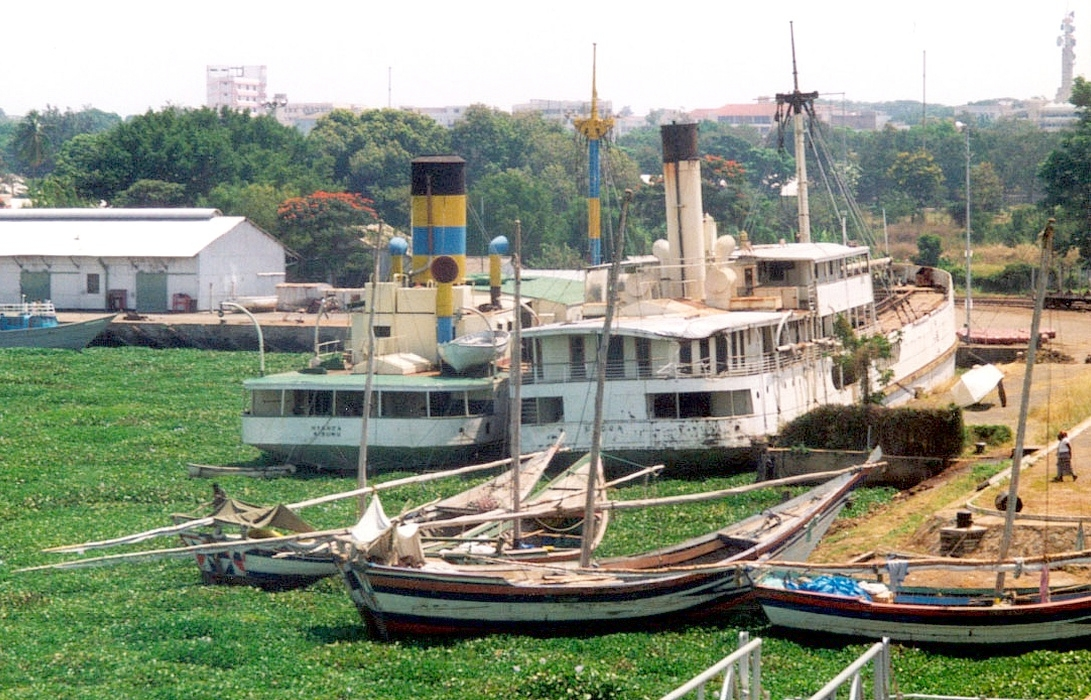
1997年のキスム港。港がホテイアオイに埋め尽くされている

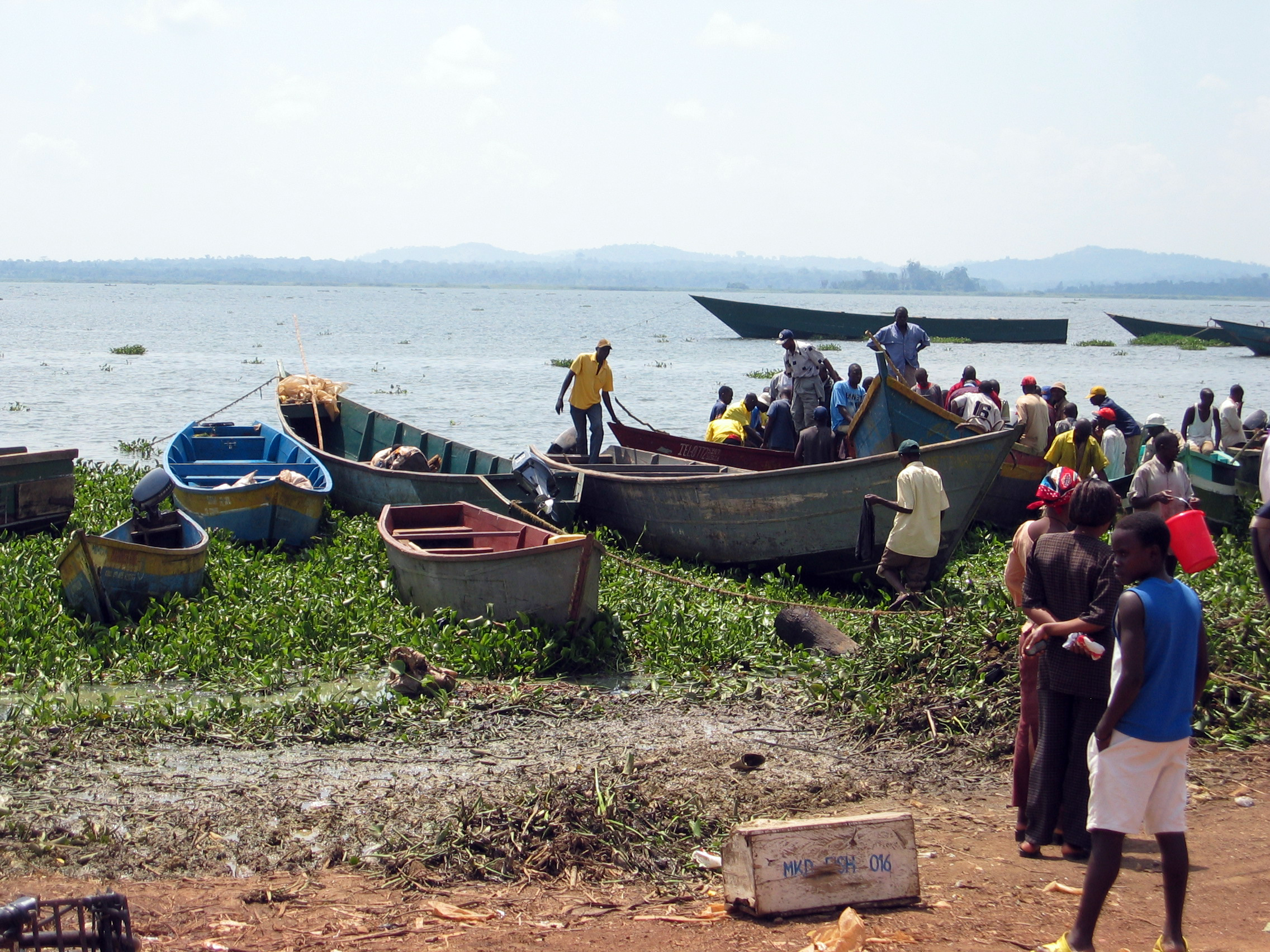
カンパラ南郊、Ggabaの船着き場。湖で獲れたティラピアを満載した漁船が港に着いたところである

ヴィクトリア湖は代表的な古代湖とされ、多くの固有種が進化し生息する『ダーウィンの箱庭』としても有名であるが、近年ナイルパーチというスズキ亜目アカメ科の全長2mを超す肉食の外来魚が食用として放流されて定着し、湖の固有種が激減している。ナイルパーチが放流されたのは1950年代、イギリス植民地政府の水産局の役人が導入したのが始まりとされる。1980年代にはヴィクトリア湖北岸で大繁殖し、南岸にもその勢いで押し寄せた。これまでにハプロクロミス亜科のシクリッド数百種が姿を消し、そのうちの多くは絶滅したと考えられている。また、「ンゲゲ」（ngege）と呼ばれる固有種のティラピア（Oreochromis esculentus）も絶滅した。食用に加工されたナイルパーチはヨーロッパや日本へ輸出されており、ヴィクトリア湖周辺の地域にとって重要な外貨獲得源となっている。ナイルパーチによる生態系の破壊とその輸出で支えられている近郊の社会の貧困と荒廃は、ドキュメンタリー映画『ダーウィンの悪夢』にも取り上げられた。もっとも、この映画の内容に関しては、事実に基づいていないとしてタンザニア大使が抗議を行い、現地の専門家などからも疑問の声が上がるなど、信憑性を疑問視する声も多い。また、固有種とは別のティラピアも放流され、繁殖している。
一方で、これらの漁業が沿岸地域の産業を支えていることは否定できない。ヴィクトリア湖での漁獲高はタンザニアの総漁獲高の半分を占め、インド洋などの海水面やタンガニーカ湖、マラウィ湖などをすべて合わせたものとほぼ同じである。ナイルパーチは主に輸出に回される一方、タンザニア国内で好まれ消費されるのはティラピアであり、湖畔だけでなく海に面した首都ダルエスサラームなどでも消費され、重要なタンパク源となっている。湖岸の都市にはナイルパーチの加工場が立ち並ぶようになり、ナイルパーチ漁業の隆盛によって30万人の雇用が生まれたとされる。北岸のウガンダにおいても漁業は重要な産業となっており、2007年の国内総生産の実に12%、総輸出の7.0%を占め、水産物はコーヒーに次ぐ輸出品目となっている。ウガンダにはアルバート湖やナイル川などもあるものの、漁獲の大きな部分はヴィクトリア湖が占める。タンザニア同様にウガンダでもナイルパーチとティラピア漁業は重要な輸出産業となっており、1990年代から韓国系やインド系の漁業会社が進出して基幹産業の一つとなった。しかし乱獲によってナイルパーチの漁獲も激減し、1990年代の輸出が160万トンあったものが2008年には28万トンにまで減少した。南岸のタンザニア側においてもナイルパーチの漁獲高は減少気味で、ムワンザ市の水産研究所の調査漁においては、1998年には91%にものぼったナイルパーチの漁獲比重が2005年には69%にまで低下し、その減少分は一時減少していたシクリッドの回復によって埋められた。
赤道直下にある湖では、水温が高いため、嵐が発生しやすく、突発的な強風による高波で、小型船が破損・転覆する事故が多く、毎年約5000人の漁民が命を落としている。
湖の中にはビルハルツ住血吸虫がいると言われ、泳ぐことはできない。もともと浅く、湖底と湖面との対流が活発に行われるうえ、栄養塩類も周辺河川より大量に流れ込むことから富栄養湖であり、透明度も低く、多くの漁獲を湖岸住民にもたらしてきたが、近年ではキスムやムワンザ、カンパラといった沿岸都市からの生活排水、沿岸の農園や牧場からの水の流入、沿岸域の湿地の開発による消失などによって湖水が著しく富栄養化し、それによってホテイアオイやカミガヤツリなどの外来種の水草が大繁殖したことにより、交通や漁業に支障をきたした。さらに1980年代末からは赤潮も発生するなど、水質汚濁も問題となっている。この環境悪化を食い止めるために世界銀行の主導で1994年より、沿岸3カ国によってホテイアオイの制御などを目的としてヴィクトリア湖環境管理プロジェクトが実施された。
シクリッド、ヒレナマズ属ハイギョなどの魚類のほか、ウガンダ側の水域および湖岸には森林、そしてヤシ、カミガヤツリやモウセンゴケ科の食虫植物の生える湿地が多く、一帯にはズアオカモメ、クロハリオツバメ、ハシビロコウ、ヨーロッパジシギ、ウスハイイロチュウヒ、アカハラセグロヤブモズ、ハシボソキイロムシクイ、ハジロクロハラアジサシなどの鳥類およびゾウ、コロブス属、ブルーモンキー、シタツンガなどが生息している。サンゴ湾、ムサンブワ諸島とカゲラ川河口の湿地、マサカ付近のカトンガ川河口のナバジュジ湿地、ナイルパーチと住血吸虫が生息していないナブガボ湖およびカンパラの郊外にあるマバンバ湾とルテンベ湾の5ヶ所はラムサール条約登録地である。

## 歴史

### 19世紀まで
ヴィクトリア湖東端、ケニア領のルジンガ島ではおよそ2300万年から1700万年前の類人猿、プロコンスル属の化石が1948年に古人類学者のリーキー夫妻によって発見されている。
最も早くヴィクトリア湖周辺に住み着いた民族は、サン人やピグミーであったと考えられている。その後、紀元前1000年ごろにバントゥー系民族の大移動の第1波がこの地方に到達し、進んだ農耕文化を持つバントゥーが両民族を駆逐してこの地域の主要民族となった。このころから紀元前500年ごろにかけては東岸のウレウェ遺跡などを中心としたウレウェ文化が栄えた。紀元前3世紀ごろには、鉄器の製造技術が到達し、ヴィクトリア湖地方は鉄器時代を迎える。12世紀から15世紀ごろにはヴィクトリア湖北岸において現在のようなバナナ栽培文化が確立した。15世紀末には北の、現在の南スーダンのナイル川沿いにいたナイル・サハラ語族のナイロート系諸民族が湖畔への南下を開始し、19世紀まで断続的に南下して、ルオ人などのナイロート系民族が湖畔東部に居住することとなった。
ヴィクトリア湖に関する最初の記録は、アフリカ内陸部に金や象牙などの交易路を持っていたアラブ人交易商たちによるものである。1160年頃の地図において、すでにヴィクトリア湖の詳細な表現がなされており、ナイル川の水源であることも示されていた。
1500年ごろから、北岸において王国の形成が始まる。最初に大きな勢力を持ったのは北西岸にあったブニョロ王国であったが、やがて北岸の肥沃な地域を領するブガンダ王国が勢力を拡大し、北岸から北西岸にかけての地域を占有した。19世紀にはいると、オマーン王国の支配下にはいった海岸部のスワヒリ諸都市が内陸部に盛んにキャラバンを派遣するようになり、ヴィクトリア湖沿岸全域がスワヒリの交易圏に入った。リンガフランカとしてスワヒリ語が湖岸全域に広まったのもこのころのことである。キャラバンは奴隷や象牙といった特産品をモンバサやバガモヨといった海岸諸都市へ運び、さらには沖合いのザンジバル島からインド洋交易ルートに乗せられた。

### アフリカ探検

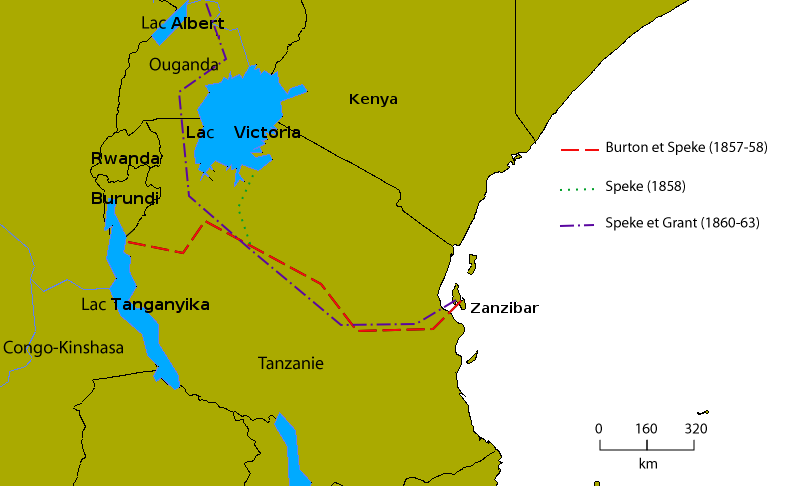
バートン、スピーク、グラントの探検経路

ヨーロッパ人で初めてこの湖の存在を確認したのは、1858年、イギリス人の探検家 ジョン・ハニング・スピークである。彼は、リチャード・フランシス・バートンと共にナイル川の水源を探す探検を行い、タンガニーカ中央部のカゼ（現在のタボラ）にたどり着く。ここで二人は、北にニアンザ湖、西にウジジ湖と呼ばれる大きな湖があることを聞いた。二人はまず西から探検を進めることとし、1858年2月13日にウジジ湖（タンガニーカ湖）を発見した。その後、体調不良のバートンをカゼに置いてスピークは探検を進め、1858年8月3日、ムワンザでヴィクトリア湖を「発見」した。この湖は現地の言葉でニアンザ湖、またはウケレウェ湖と呼ばれていたが、この湖をナイル川の水源だと信じたスピークは、時のイギリス女王ヴィクトリアの名を取り「ヴィクトリア湖」と命名した。しかし、湖から流れ出る川を確認することはできなかった。スピークとバートンは合流し、帰路についたが、ナイル川の源流については意見が合わず、勝手に公表をしないように両者で申し合わせが成立した。しかしスピークはバートンより先にイギリスに戻り、1859年5月8日に2人の冒険について王立地理学会で講演し、ヴィクトリア湖がナイル川の水源であると主張した。これは大反響を巻き起こしたが、スピークの探検では湖がナイル川の水源である事は確認できなかったため、タンガニーカ湖がナイル川の源流であると考えるバートンと、ヴィクトリア湖がナイルの源流であると考えるスピークの大論争が勃発した。
この論争に決着をつけるべく、スピークは再びヴィクトリア湖探検を企て、ジェームズ・オーガスタス・グラントとともに1860年9月にザンジバルを出発し、西へと向かった。病に倒れたグラントを残して彼はさらに探検を進め、1862年7月28日、ヴィクトリア湖北岸のジンジャから大きな川が滝となって北へと流れ出していることを確認した。スピークはこの滝をリポン滝と命名し、これでナイルの源流論争に決着がついたと考えたが、流路を完全に確認したわけではなかったために論争はなおしばらく続くこととなった。
ナイル源流問題はデイヴィッド・リヴィングストンなども巻き込んだ論争となったが、リヴィングストンはナイルの水源はさらに南にあると信じ探検を行ったために、ヴィクトリア湖を訪れることはなかった。この問題に決着をつけたのは、1875年、アメリカの探検家ヘンリー・モートン・スタンリーによってである。スタンリーはリポン滝の存在を確認した後に船で湖を一周し、これによって、ヴィクトリア湖がナイル川の水源であることが確認された。

### 植民地化
探検がほぼ終了すると、まもなくこの地域もアフリカ分割の対象となった。きっかけはヴィクトリア湖のはるか北、スーダンで起こったマフディー戦争であった。1881年にムハンマド・アフマドが起こした反乱は1885年にはハルツームを落とすまでになり、エジプトはいったんスーダンからの撤退を余儀なくされる。しかしその撤退地域のさらに奥、エジプト最南端の赤道州の州都ゴンドコロ（現在のジュバ）には総督エミン・パシャが残留しており、孤立しながら何とか独立を保っていた。エミン・パシャは本名をシュニッツァーというドイツ人であり、彼を救出すると称してイギリスとドイツがそれぞれ軍を派遣したのである。北からはマフディー軍によって近づけないため、この救出作戦は南のヴィクトリア湖方面から進められた。救出作戦自体はヘンリー・モートン・スタンリー率いるイギリス隊に軍配が上がり、1889年にエミン・パシャは「救出」されて赤道州政府は滅亡した。これに対してドイツ隊は出遅れたが、代わりにブガンダ王国と友好条約を締結するなどしてこの地域に進出を図った。このドイツの行動に対し以前からブガンダと接触を持っていたイギリスは反発したが、結局1890年8月10日、ヘルゴランド＝ザンジバル条約により南緯1度の線に両国の境界線が引かれ、ブガンダなどのヴィクトリア湖北部はイギリスの勢力範囲、それ以南はドイツの勢力範囲となり、ヴィクトリア湖は南北にほぼ二分された。これに基づいて、イギリスはブガンダ王国やブニョロ王国、トロ王国、アンコーレ王国といったヴィクトリア湖周辺の国々と条約を締結し、1894年にはウガンダ保護領が成立した。同時にドイツも南岸の攻略を進め、19世紀末にはドイツ領東アフリカが成立した。
植民地経営に乗り出した両国は積極的な開発を進め、特に北岸のウガンダにおいては綿花の栽培が重要な産業となった。西のブコバでコーヒーの栽培が始まったのもこのころである。1902年にはリフトバレーの冷涼な高原地域を黒人の発言力が一定量あるウガンダから白人によるホワイト・ハイランド化が進みつつあったケニア領に移すことを狙って、ウガンダ保護領の東部州が東アフリカ保護領（ケニア）へと移管され、これによってキスムをはじめとするヴィクトリア湖北東岸はケニア領となり、ウガンダとタンガニーカで二分されていたヴィクトリア湖はケニアも加えて三分割されることとなった。第一次世界大戦ではアフリカ戦線の戦場となり、ドイツ軍のパウル・フォン・レットウ＝フォルベックが湖上に創設した小艦隊はイギリス軍を悩ませた。その後、第一次世界大戦にドイツは敗北し、1919年のヴェルサイユ条約によってドイツ領タンガニーカはイギリスの国際連盟委任統治領となり、ヴィクトリア湖全域がイギリス領となった。
大戦後、イギリスは湖岸の3植民地（ウガンダ、ケニア、タンガニーカ）の合同を進め、1922年には関税同盟を結成して共通関税と域内障壁の撤廃を行った。さらに東アフリカ・シリングを共通通貨としたため、ヴィクトリア湖交易はこの時期盛んになっていった。一方、3植民地の政治統合は白人入植者が実権を握るケニアに対し、タンガニーカとウガンダが懸念をしめしたため実行されずに終わった。
第二次世界大戦後、1961年にはタンガニーカ、1962年にはウガンダ、1963年にはケニアが相次いで独立し、ヴィクトリア湖周辺はすべて独立国家となった。

## 人文

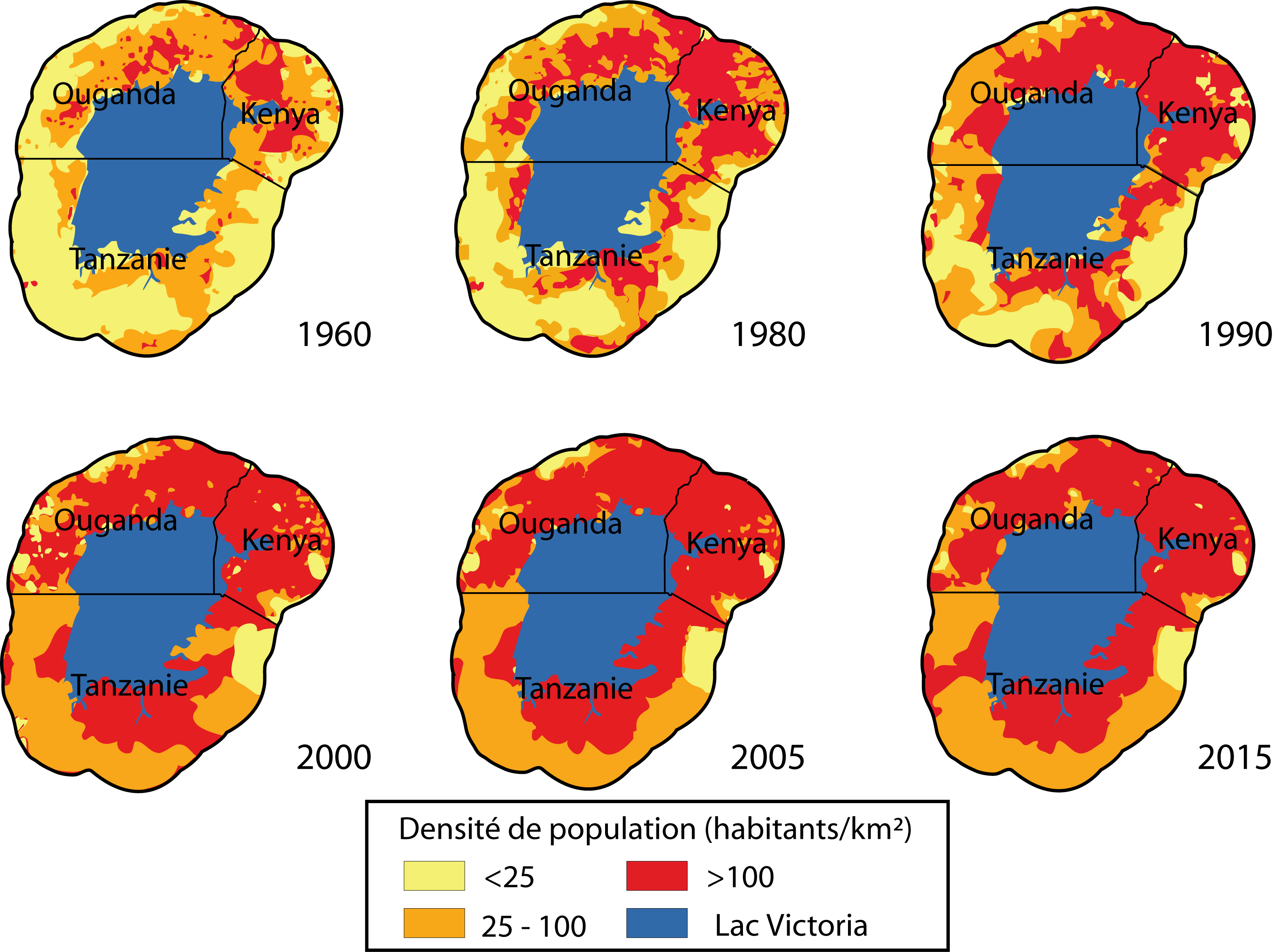
ヴィクトリア湖周辺の人口密度の推移

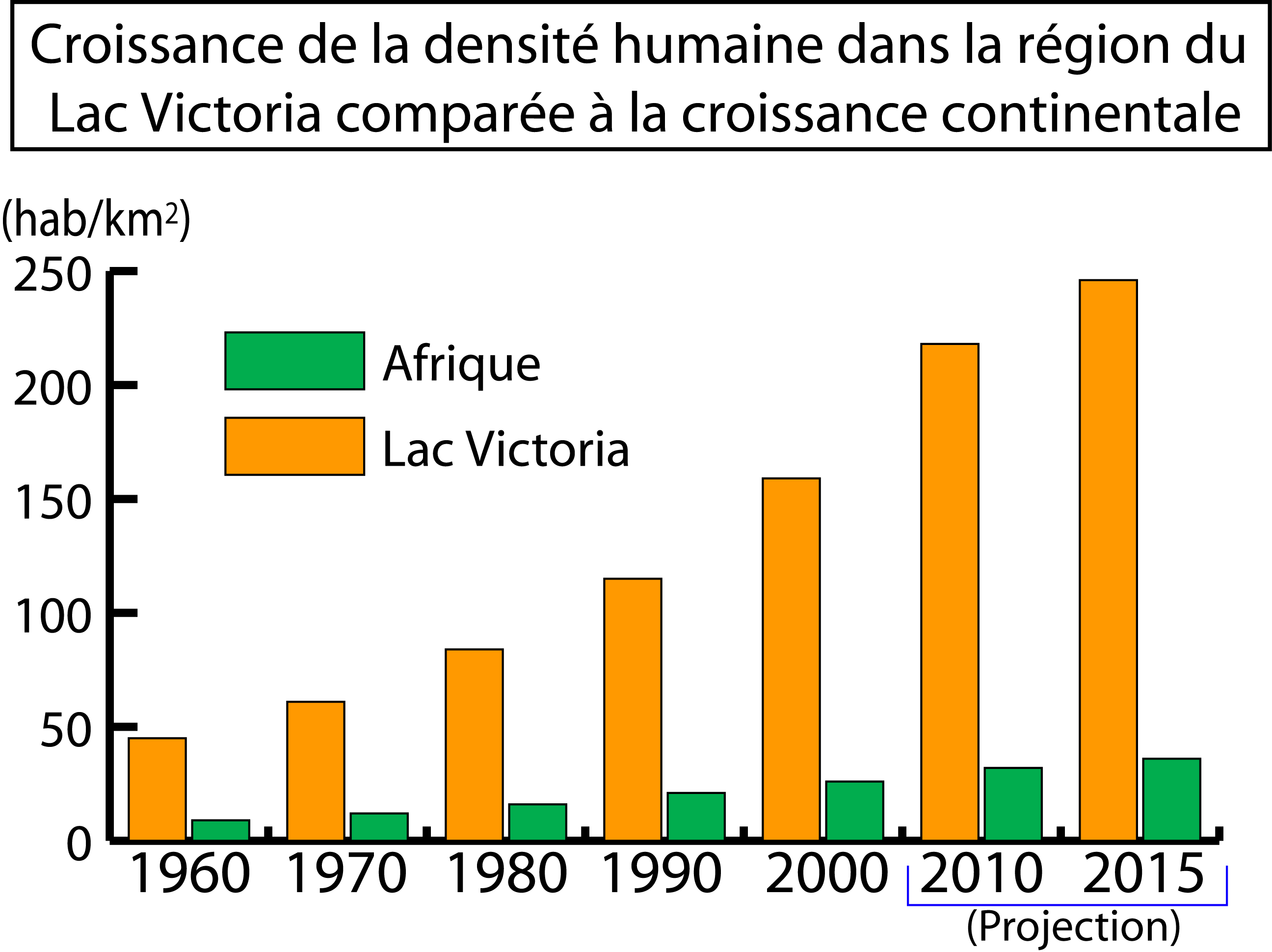
アフリカ大陸全体と比較したヴィクトリア湖周辺の人口密度の推移

ヴィクトリア湖周辺は、とくに北部に肥沃な平原が広がっており、南部にも平原が、東部と西部は丘陵に囲まれているが、総じてなだらかな地形であるといえる。また、周辺には山岳地帯が多く降水量が多い地帯であることに加え、ヴィクトリア湖から蒸発した水蒸気が雨をもたらすため、湖周辺は年間降水量が1200mmを超え、農耕に適している。そのため、ヴィクトリア湖岸地域は東アフリカ有数の人口密集地となっており、人口密度は2010年には1km2あたり200人を突破し、なおも増え続けている。5カ国にまたがる集水域の人口は2500万人にのぼる。湖岸には、最大都市である北岸のウガンダ首都カンパラを始め、北岸ウガンダのエンテベやジンジャ、東岸ケニアのキスム、南岸タンザニアのムワンザやブコバなどの大都市が点在している。周辺では、とくに輸出用作物として綿花やコーヒー、サトウキビ、東岸のケニア領の茶、自給用作物として特に北岸や西岸ではバナナ、全域でトウモロコシやソルガムなどが栽培されている。民族としては、ウガンダに属する北西岸のアンコーレ人、北岸のガンダ人、その東のソガ人、ケニアに属する北東岸のルオ人やルヒヤ人、カレンジン人、タンザニアに属する南岸のスクマ人やニャムウェジ人、西岸のハヤ人などが大きな民族グループである。ジンジャにあるオーエン・フォールズ・ダムは1952年に建設されたもので、この地域最大のダムであり、ケニアへと電力を輸出している。また、このダムの電力によってジンジャは長くウガンダ最大の工業都市となり、繊維産業や製糖業が発達した。また、南岸のムワンザは綿花栽培地帯の中心地であり、綿織物工業などが立地している。

## 行政区画

ヴィクトリア湖周辺で使用される言語

ヴィクトリア湖は周辺三ヶ国の領海であり、湖水部分も明確に自治体によって分割されている。ウガンダでは、本土側に西からリャントンデ県、マサカ県、ムピジ県、ワキソ県、カンパラ県、ムコノ県（以上ウガンダ中央地域）、ジンジャ県、イガンガ県、マユゲ県、ブギリ県（以上ウガンダ東部地域）の10県、ならびにマサカ県の東沖合いに浮かぶセセ諸島を領域とするカランガラ県（中央地域所属）の、合わせて11県によって分割されている。ケニアでヴィクトリア湖の湖水面を持つのは、北の西部州と南のニャンザ州の2州である。タンザニアのヴィクトリア湖は、東からマラ州、ムワンザ州、カゲラ州の3州に分割されている。

## 交通

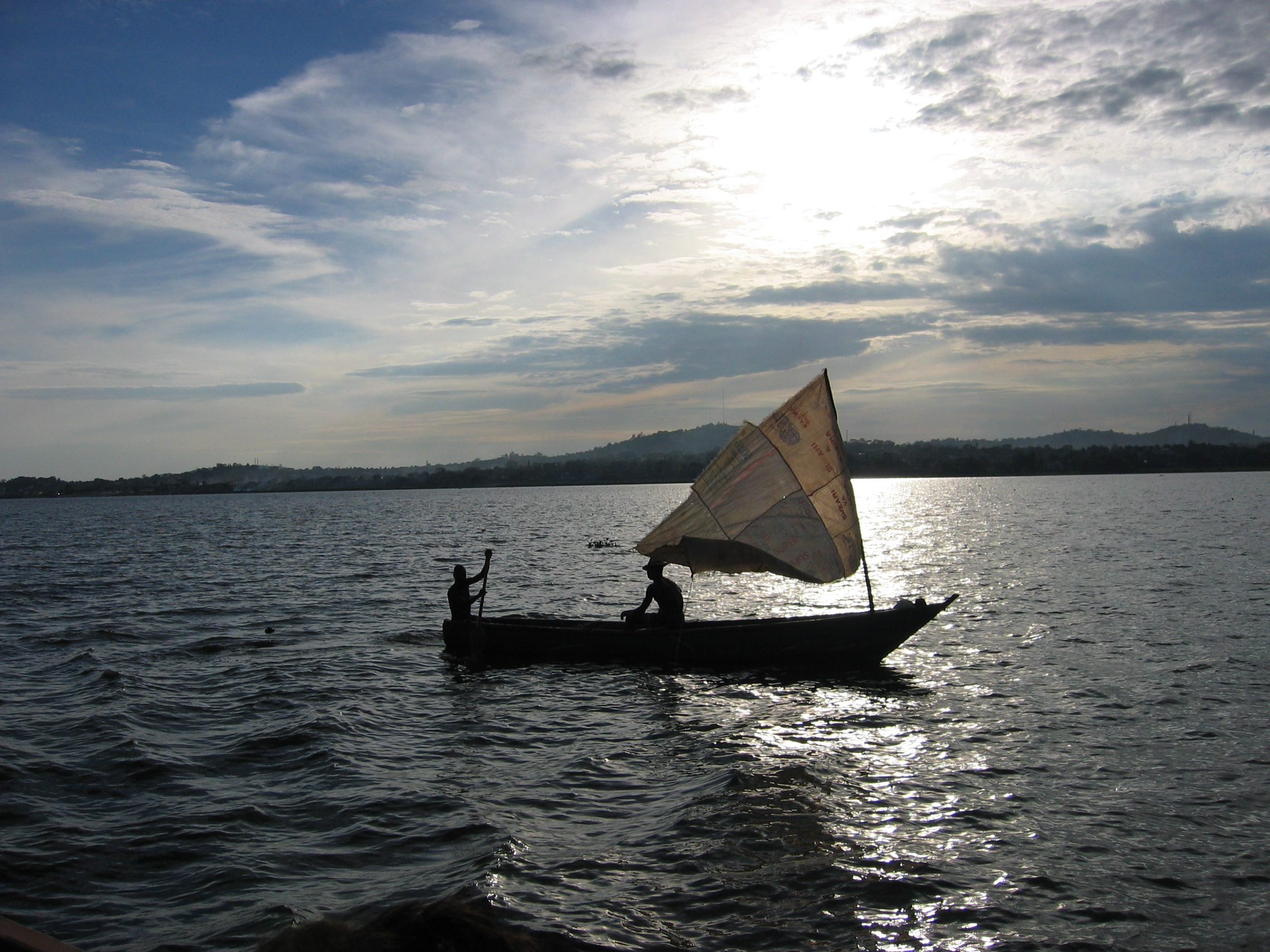
湖上を行く帆船

ヴィクトリア湖は国際水域であり、沿岸三国の交通の要となっている。キスムやカンパラ、ムワンザ、ブコバなどを基点として、湖畔の各町村や湖に浮かぶセセ諸島、ウケレウェ島への便が発着し、また上記四都市間などを結ぶ国際便も就航している。2002年にはムワンザ港で127000人、ブコバ港では68000人の乗客があった。しかし近年では過積載や老朽化による事故も伝えられ、1996年にはフェリー・ブコバ号が定数の3倍以上の過積載により沈没、1000人以上の死者を出した。その後も状況は改善せず、2010年にはウガンダ領海内でフェリーの転覆事故が発生した。2018年9月20日にもウカラ島にてフェリーのニエレレ（Sinking of MV Nyerere）が転覆事故を起こし、161人が死亡している。
ヴィクトリア湖は古くから沿岸諸民族の交易ルートとなっていたが、本格的な交通の整備が始まったのは1901年にイギリスによって建設されたウガンダ鉄道が西岸のキスムに到達して以降である。これにより湖周辺の農作物の安価な輸出ルートが開け、周辺の農業開発は急速に進んだ。キスムの鉄道交通に接続した湖上交通が盛んになったのもこのときからである。鉄道はさらに支線を延ばし、1931年には北岸のカンパラにまで到達。これによって湖北岸のウガンダ南部地方では綿花栽培がさかんになり、ウガンダ経済を支えるようになった。一方、南岸においてもタンガニーカ鉄道が1928年にムワンザまで到達し、湖から外部への主要ルートの一つとなった。

## 国際関係

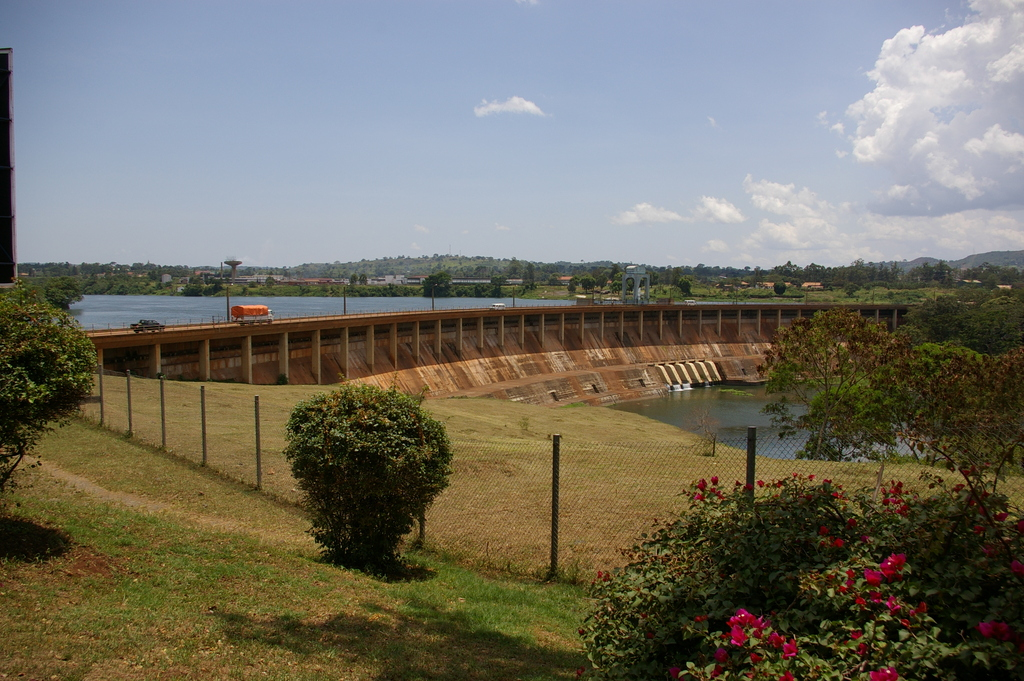
オーエン・フォールズ・ダム。白ナイル川の流出口である

植民地時代にはこの湖畔はすべてイギリス領となっており、そのため交易が盛んであった。独立後も沿岸3政府間では関税協定が結ばれ、東アフリカ共同体が結成されて経済統合を目指しており、その内海であったヴィクトリア湖経済も活況を呈していた。しかしその後3国の路線対立が表面化し、ウガンダの政治の混乱や3国の経済の低迷により交易も停滞し、さらに3国中最も経済の発達したケニアが一方的に有利な協定であるとの不満がタンザニアには根強く、1977年には共同体はついに崩壊。同時にタンザニアとケニアの国境が封鎖され、両国間の行き来ができなくなった。さらに、1978年にはウガンダのイディ・アミン大統領がタンザニアに侵攻し、これに反撃したタンザニア軍がウガンダの首都カンパラまで攻め寄せ、占領した。このウガンダ・タンザニア戦争によって両国の経済は疲弊し、これらの動きは交易に大打撃を与えた。その後、3国間の関係は復活し、1983年にはケニアとタンザニアの国境が開放され、2001年には東アフリカ共同体が再結成され、2005年には関税同盟も締結された。これにより、交流もまた戻りつつある。
1994年より、世界銀行の主導でヴィクトリア湖環境管理プロジェクトが実施され、貧困削減と持続可能な開発を主眼において開発計画が実行に移された。
また、ヴィクトリア湖はナイル川水系に属するため、下流域との関係をも考慮に入れた総合的な開発計画の策定が望まれていた。そこで1999年2月にナイル川流域イニシアチブ（Nile Basin Initiative、NBI）が流域9カ国によって結成され、ナイル川の総合開発や水資源の配分について総合的に話し合う場となった。しかし水配分の既得権が最下流のエジプトに非常に有利になっているためヴィクトリア湖岸諸国などの上流域の不満は大きく、2010年5月には「ナイル流域協力枠組み協定」という新協定が提案された。これは他国に影響を与えない範囲で自国内の水資源を自由に使えるようにするもので、上流域諸国の広い支持を得たものの、下流に当たるエジプトとスーダンは水の割当量減につながるとしてこれを拒否。一方上流域にあたる湖岸3カ国（ケニア、ウガンダ、タンザニア）ならびにルワンダ、およびエチオピアはこれに署名を行い、コンゴ民主共和国やブルンジも支持を表明して、両陣営間の対立が表面化した。
2009年、湖東部に浮かぶミギンゴ島の領有に関してケニアとウガンダの争いが活発化し、衝突寸前となった。

## 水位低下

ヴィクトリア湖の水位の変動

2008年3月の報道によると、水位が下がり係留されていたボートが陸に上がってしまったり、湖岸に幅10mから20mの草地が続いていたという。NASAなどの衛星データによると、水位はピークの98年から1.5m下がっており、90年代の平均と比べても50cmも低くなっているという。原因としては、降雨量の減少と下流にあるダムへの過剰な流出があると指摘されている。
干上がりかけた水たまりには蚊の幼虫が泳ぎ、マラリアが非流行地だったケニア西部の高地にも多発するようになっている
。
一方で、右記水位変動図に示されるように、1960年代初期の多雨期によってヴィクトリア湖の水位は2mほど上昇しており、以後も以前に比べて高い水準のままであった。それが元に戻りつつあるだけだとも言える。